# Caso Nash-Fortenberry
Per caso Nash-Fortenberry si intende un presunto avvistamento di UFO avvenuto nel luglio 1952 da parte di due piloti civili, William Nash e William Fortenberry, sulla Baia di Chesapeake in Virginia, negli Stati Uniti d'America.

## Cronologia degli eventi
La sera del 14 luglio 1952 alle 20,12 i piloti di un aereo DC-4 della compagnia Pan American World Airways, il comandante William Nash e il co-pilota William Fortenberry, sulla rotta New York-Miami, mentre si trovavano sulla Virginia avvistarono una luce rossa brillante proveniente da ovest. Poco dopo, la luce si divise in sei parti a forma di disco, di colore arancione brillante con la parte superiore di colore rosso. I sei oggetti si spostavano rapidamente in formazione; secondo la stima dei piloti, il loro diametro era di circa 30 metri e il loro spessore di circa 4 metri. Gli oggetti scesero di quota andando sotto l'aereo e poi si alzarono nuovamente. Improvvisamente altri due oggetti, provenienti dal basso, si aggiunsero alla formazione. La luminosità degli oggetti diminuì ed essi cominciarono a lampeggiare, quindi virarono e sparirono rapidamente in 12-15 secondi.
L'aereo atterrò a Miami poco dopo mezzanotte e i piloti fecero rapporto sull'avvistamento. Le autorità militari informarono prontamente che nella zona dell'avvistamento c'erano stati cinque aviogetti, ma i piloti obiettarono che non si trattava sicuramente di aerei.

## Inchiesta e spiegazioni ufficiali
La mattina seguente alle 7, un ufficiale dell'USAF telefonò per fissare un appuntamento con i piloti nella stessa mattinata. Il maggiore John H. Sharpe arrivò all'aeroporto accompagnato da quattro ufficiali; Nash e Fortenberry furono interrogati separatamente. Alla fine del colloquio, i piloti furono informati che altri sette testimoni avevano riportato di avere avvistato da terra alcune luci in cielo nello stesso periodo del loro avvistamento. 
I verbali dell'interrogatorio furono trasmessi ai responsabili del Progetto Blue Book, insieme ad un rapporto meteorologico completo riguardante la zona interessata dal piano di volo dell'aereo. Gli investigatori del Progetto, esaminati i documenti e scartata l'ipotesi che le luci dei cinque aerei militari presenti in zona fossero responsabili dell'avvistamento, classificarono il caso come "non spiegato".

## Spiegazioni degli scettici
L'astronomo e ufologo scettico Donald Menzel riesaminò il caso nel 1962, arrivando alla conclusione che il caso era spiegabile con eventi naturali. Secondo Menzel, la luce rossa di un proiettore da ricerca ubicato a terra sarebbe stata distorta da uno strato di caligine, provocato da un'inversione termica dell'atmosfera e invisibile ai piloti; la luce si sarebbe poi riflessa nelle finestre della cabina di pilotaggio. 
Secondo lo scettico Steuart Campbell, che ha rivisto il caso negli anni novanta, i piloti avrebbero invece visto un miraggio del pianeta Venere.

## Argomenti ufologici
La spiegazione di Menzel è stata contestata da Nash, che ha affermato che lui e il suo collega avevano familiarità con i proiettori di ricerca e le loro luci ed erano pertanto convinti di non avere osservato dei riflessi.
Charles A. Maney, fisico e ufologo del NICAP, in uno scambio di lettere con Menzel ha messo in dubbio la plausibilità della sua ipotesi. In particolare, Maney ha osservato che se il proiettore era situato davanti all'aereo, come ipotizzato da Menzel, l'oggetto in testa alla formazione doveva apparire più in alto. Inoltre, questa teoria non spiega come mai altri due oggetti siano venuti da sotto l'aereo ed abbiano raggiunto gli altri sei prima che tutti sparissero. 
James McDonald, docente universitario di meteorologia, ha affermato che l'ipotesi di Menzel non è in grado di spiegare il colore degli oggetti (arancione-ambrato con la parte superiore rossa) né il loro movimento rapido e brusco, con il cambiamento repentino dell'elevazione. Secondo McDonald, l'avvistamento non è spiegabile neanche con meteore o fulmini globulari, pertanto va ritenuto come "non risolto".
Per l'ufologo Ronald Story, la spiegazione di Menzel non regge senza ipotizzare l'uso di un proiettore speciale come un proiettore laser, ma ciò non è possibile perché il primo laser fu costruito nel 1960.
Anche l'ufologo scettico Larry Robinson, ricercatore all'Università dell'Indiana, ha ammesso che la teoria di Menzel non spiega diversi particolari dell'avvistamento.
Frank B. Salisbury, ufologo e ricercatore alla Utah State University, ha affermato che è difficile conciliare alcuni dettagli dell'avvistamento con l'ipotesi di Menzel, ma ha fatto osservare che la brevissima durata dell'osservazione pone il problema dell'esattezza assoluta dei dettagli del rapporto reso dai piloti. Salisbury si è chiesto se certi aspetti che sono stati riferiti dai testimoni corrispondano esattamente ai loro ricordi di quanto accaduto oppure se siano nati successivamente dalla discussione sul caso e siano stati esagerati. Inoltre, la velocità stimata fra i 9000 e i 18000 Km/h e i movimenti con cambiamenti istantanei della direzione, eseguiti ad un'altezza di circa 600 metri in uno strato denso dell'atmosfera, sono estremamente difficili da conciliare con le nostre attuali conoscenze dell'universo. Ciò sarebbe possibile per immagini di luce, ma come potrebbero queste immagini eseguire alcune altre manovre riferite dai piloti? Salisbury conclude affermando che questo caso presenta problemi che è difficile risolvere con la soddisfazione di tutti.